# Phlebogryllacris cyanipes
Phlebogryllacris cyanipes är en insektsart som först beskrevs av Heinrich Hugo Karny 1926.  Phlebogryllacris cyanipes ingår i släktet Phlebogryllacris och familjen Gryllacrididae. Inga underarter finns listade i Catalogue of Life.